# Schirmtanne
Die Schirmtanne (Sciadopitys verticillata) ist die einzige Art der monotypischen Pflanzengattung Sciadopitys und zugleich die einzige Art der Familie der Schirmtannengewächse (Sciadopityaceae) innerhalb der Ordnung der Kiefernartigen (Coniferales).

## Beschreibung

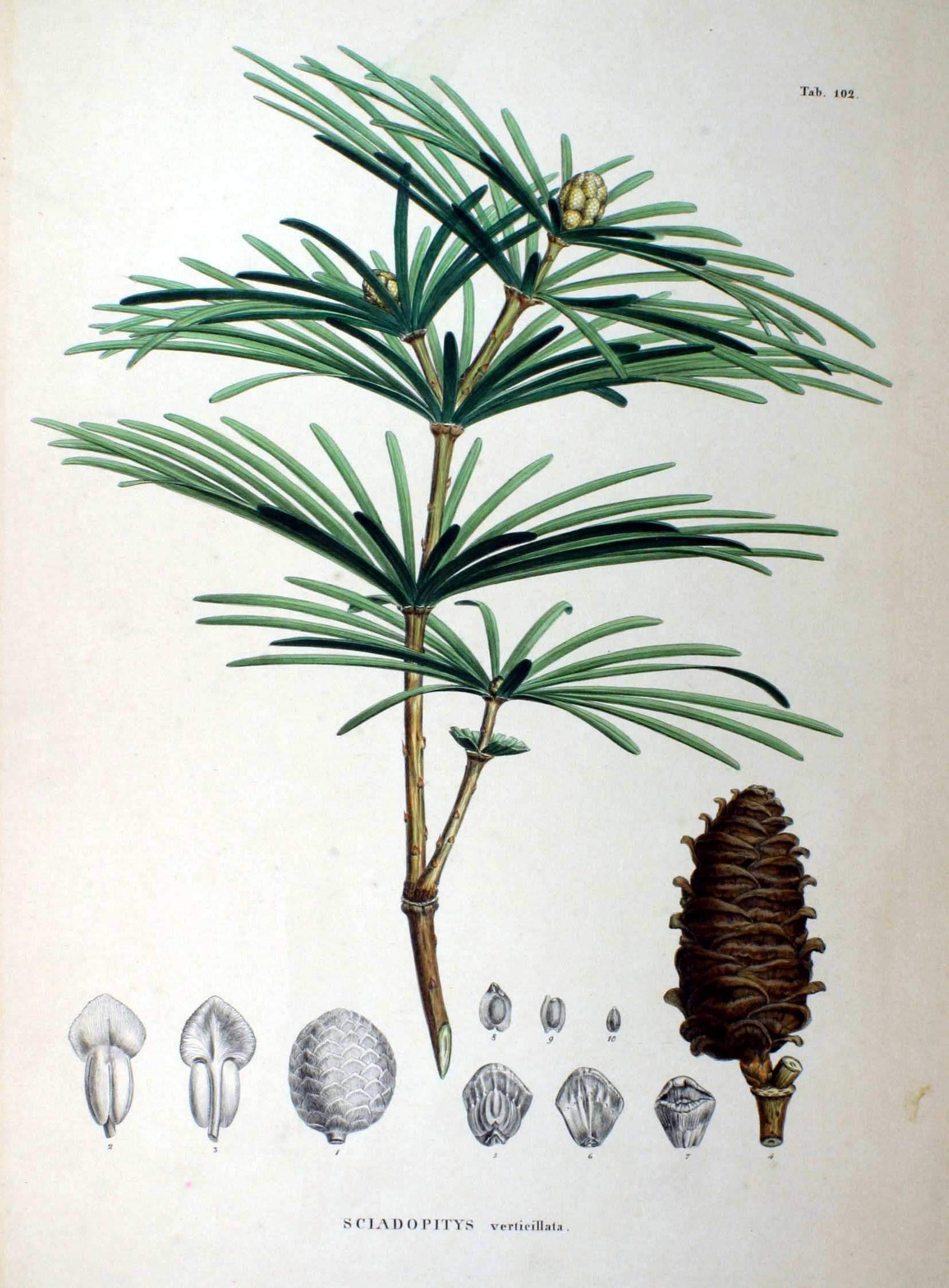
Illustration

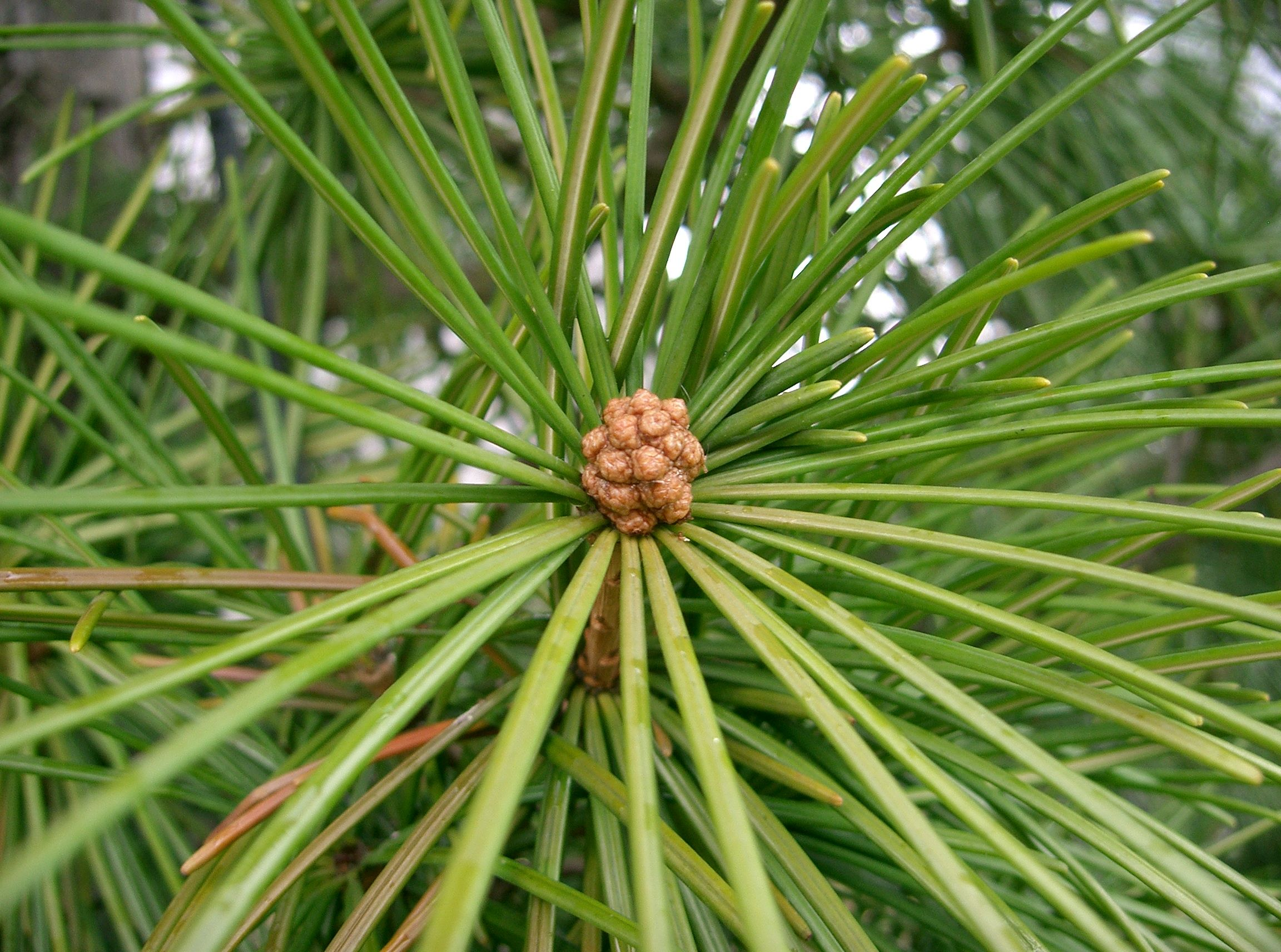
Zweig mit Blättern

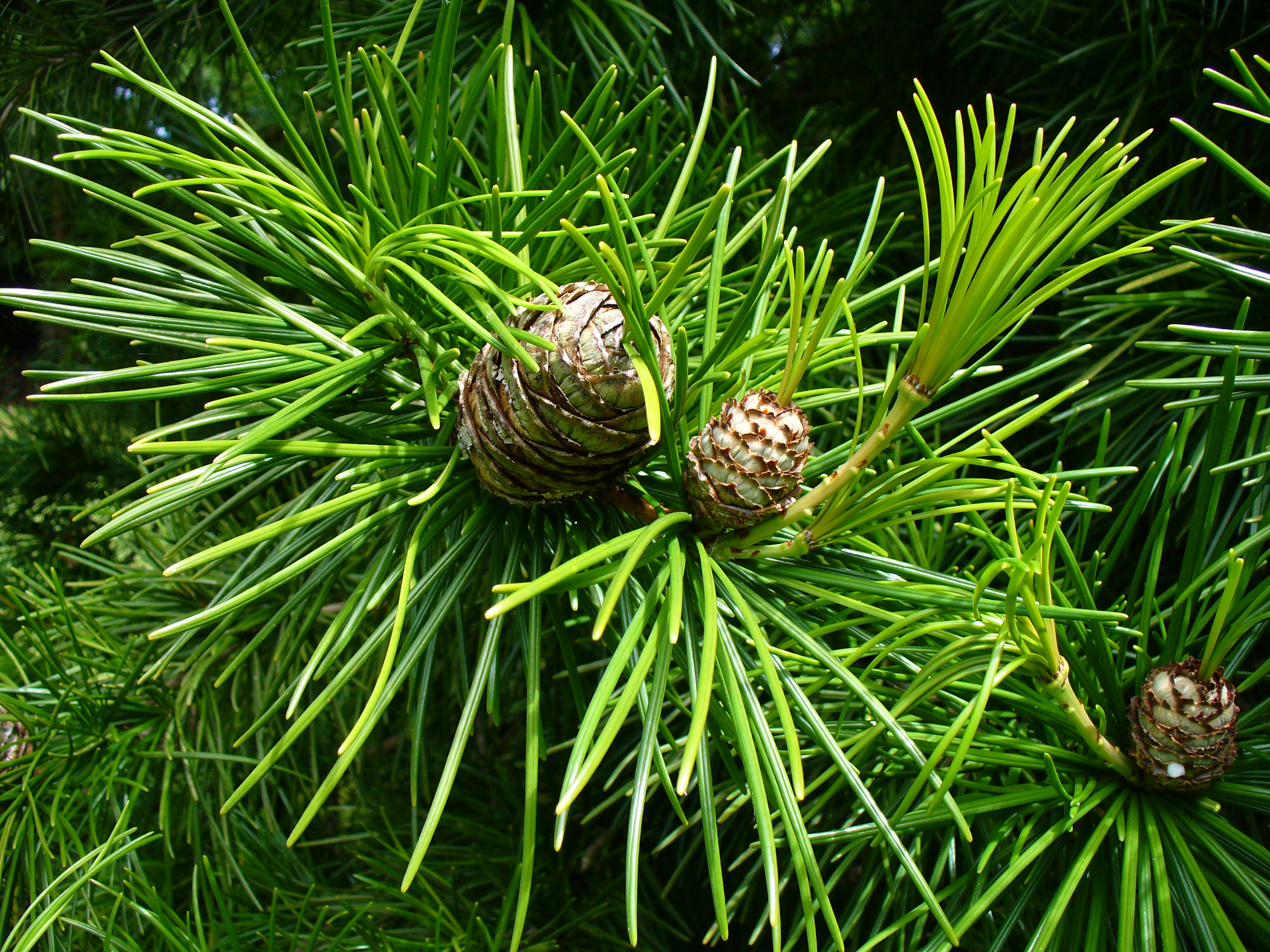
Zweig mit Blättern und Zapfen

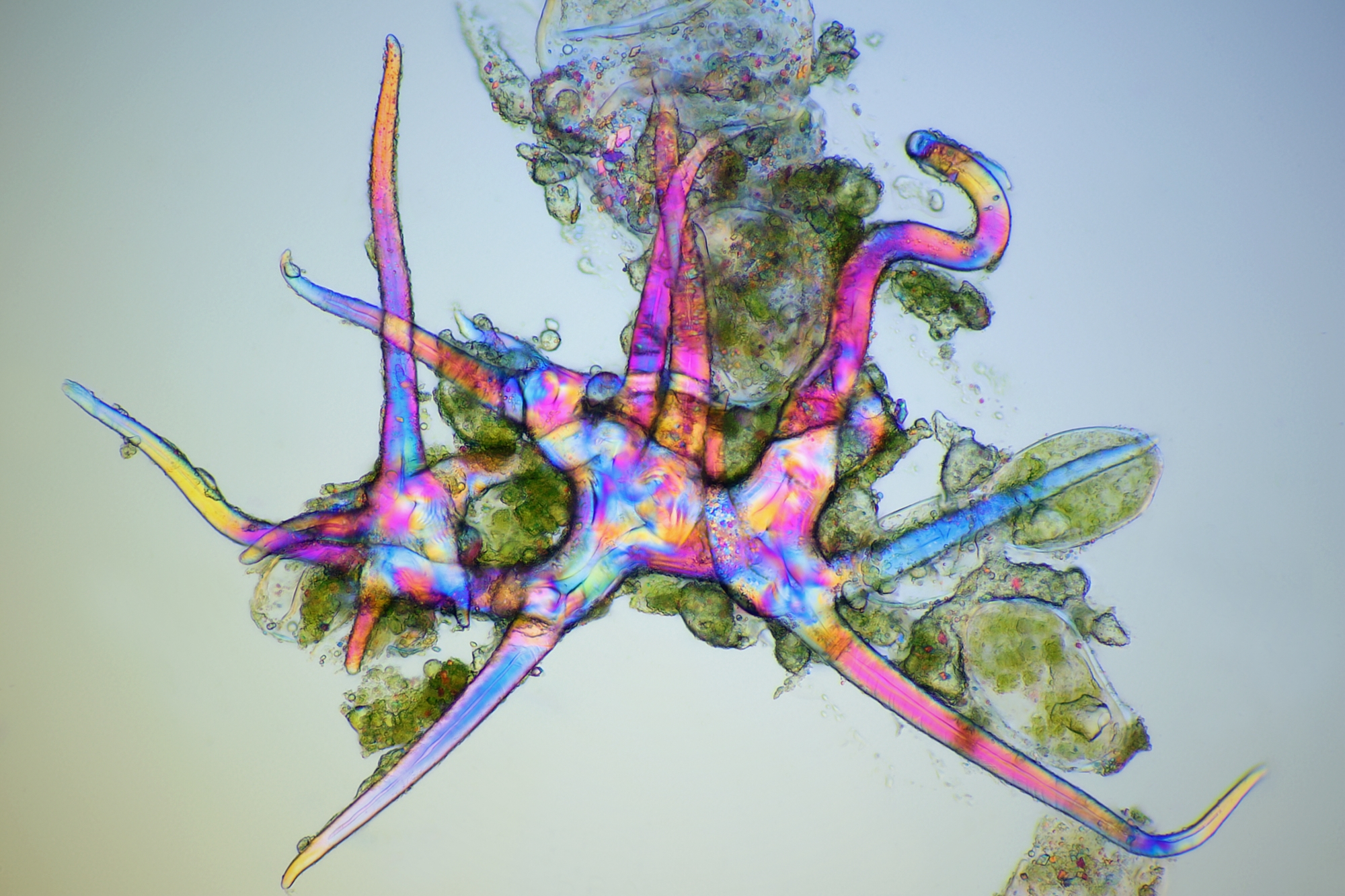
Astrosklereid aus dem Mesophyll des „Blattes“ im polarisierten Licht, mikroskopische Aufnahme

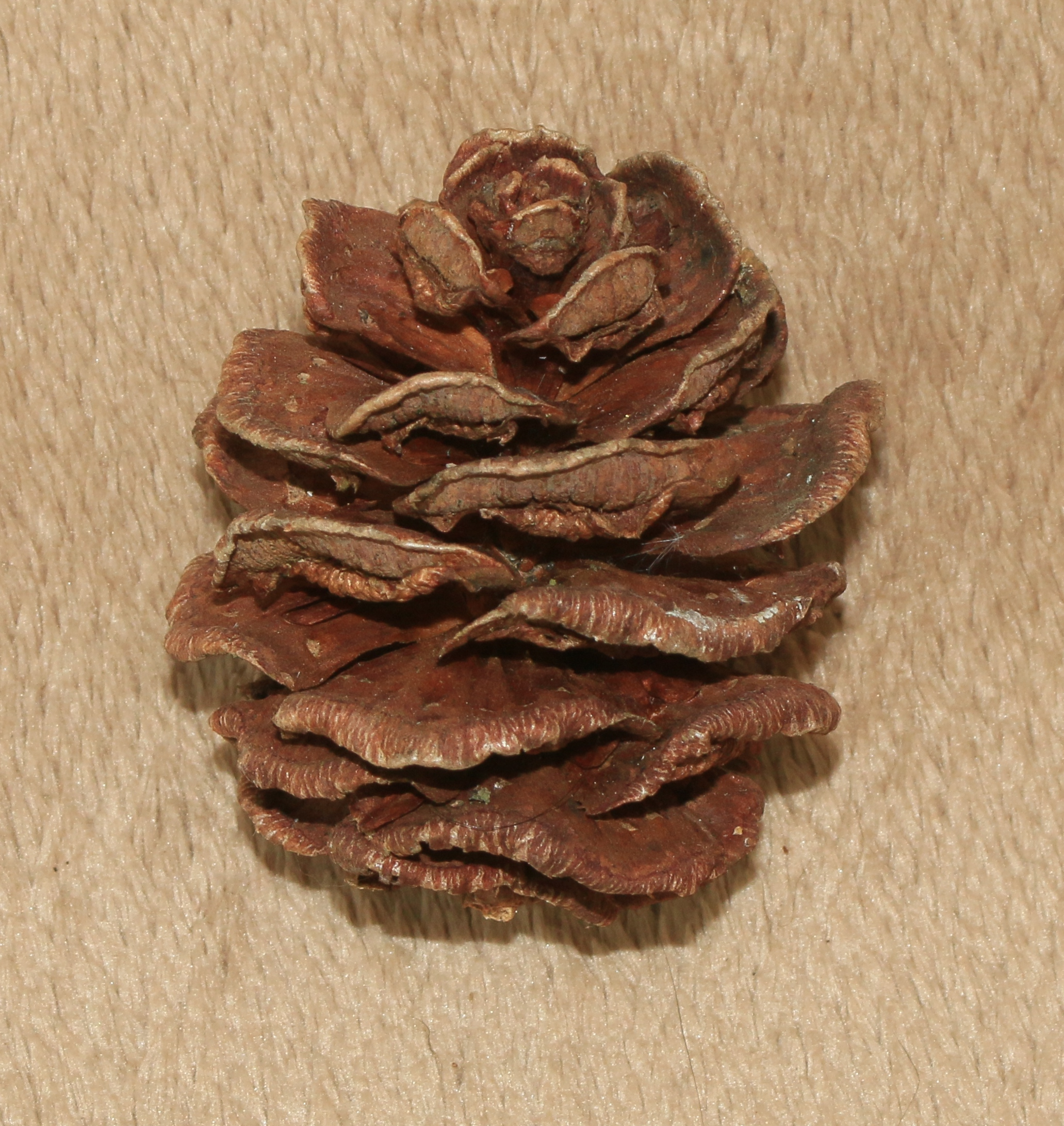
Reifer Zapfen

### Erscheinungsbild
Die Schirmtanne wächst als immergrüner Baum, der Wuchshöhen von 20 bis 30, selten bis zu 40 Metern und Brusthöhendurchmesser von 1 bis selten 3 Metern erreicht. Das größte lebende Exemplar wächst am Jinguji-Tempel in Koaza Himejitani Aza Ishikawa der Stadt Nodagawa in der japanischen Präfektur Kyōto; es hat eine Wuchshöhe von 27 Metern und einen Umfang von 4,1 Metern. Sie wachsen langsam, sowohl ein- als auch mehrstämmig und sind reich ausladend verzweigt.
Die Borke ist dick und rötlich-braun. Die Rinde der Zweige ist orange-braun.
Die Knospen sind bei einer Länge von 3 bis 4 Millimetern eiförmig. Die im Winkel von etwa 90° mehr oder weniger spiralig am Stamm angeordneten Zweige sind meist kurz. Die Keimlinge besitzen zwei Keimblätter (Kotyledonen).

### Blätter
Es gibt zwei Typen von Blättern: Zum einen schuppenförmige, dreikantige Blätter am Stamm; sie sind braun und nur 1 bis 6 Millimeter groß. Zum anderen die photosynthetisch aktiven Laubblätter, sie sind linealisch und flach, etwa geformt wie Kiefernnadeln, sie haben aber einen anderen inneren Aufbau, denn sie entwickeln sich durch Verwachsen von zwei Blättern. Diese nadelförmigen Laubblätter sitzen zu zehn bis 30 zusammengefasst an Kurz- oder Langtrieben. Sie sind 6 bis 13 Zentimeter lang, 2 bis 3 Millimeter breit und 1 Millimeter dick; sie bleiben drei bis vier Jahre am Baum.

### Blüten, Zapfen und Samen
Die Schirmtanne ist einhäusig getrenntgeschlechtig (monözisch). Die zu mehreren an den Enden der Zweige zusammen stehenden, männlichen zapfenförmigen Blüten sind 6 bis 12 Millimeter lang und spiralig aufgebaut mit vielen Mikrosporophyllen. Die kugeligen Pollen besitzen keine Luftsäcke. Die an kurzen Stielen stehenden, weiblichen Zapfen sind schmal eiförmig und zuerst grün. Die spiralig angeordneten Deckschuppen besitzen einen dünnen, zurückgebogenen Rand und umhüllen die dreieckigen Samenschuppen fast. Die reifen Zapfen sind dann dunkelbraun, leicht zerbrechlich, 4,5 bis 10 Zentimeter lang und 3,5 bis 6,5 Zentimeter breit, wenn sie geöffnet sind. Es werden je Samenschuppe fünf bis neun Samen gebildet.
Die Samen sind 18 bis 20 Monate nach der Bestäubung reif. Die flachen, orange-braunen Samen sind bei einer Länge von 8 bis 12 Millimetern sowie einem Durchmesser von etwa 8 Millimetern abgeflacht eiförmig. Sie besitzen einen schmalen Flügel.
Die Chromosomenzahl beträgt 2n = 20.

## Vorkommen und Evolutionsgeschichte

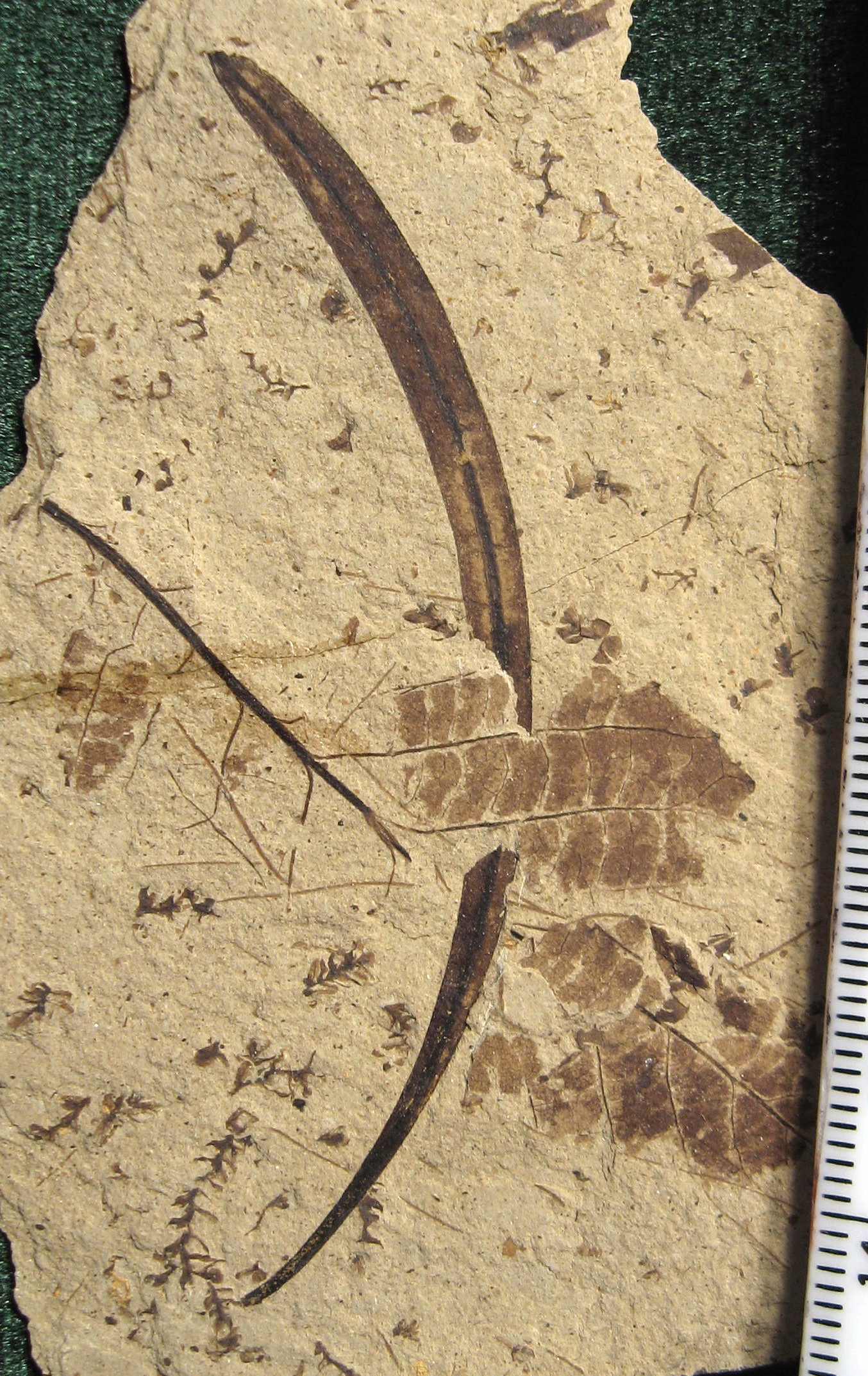
Einzelnes Blatt von Sciadopitys, ein etwa 49,5 Millionen Jahre altes Fossil des Frühen Ypresian der „Klondike Mountain Formation“, im US-Bundesstaat Washington

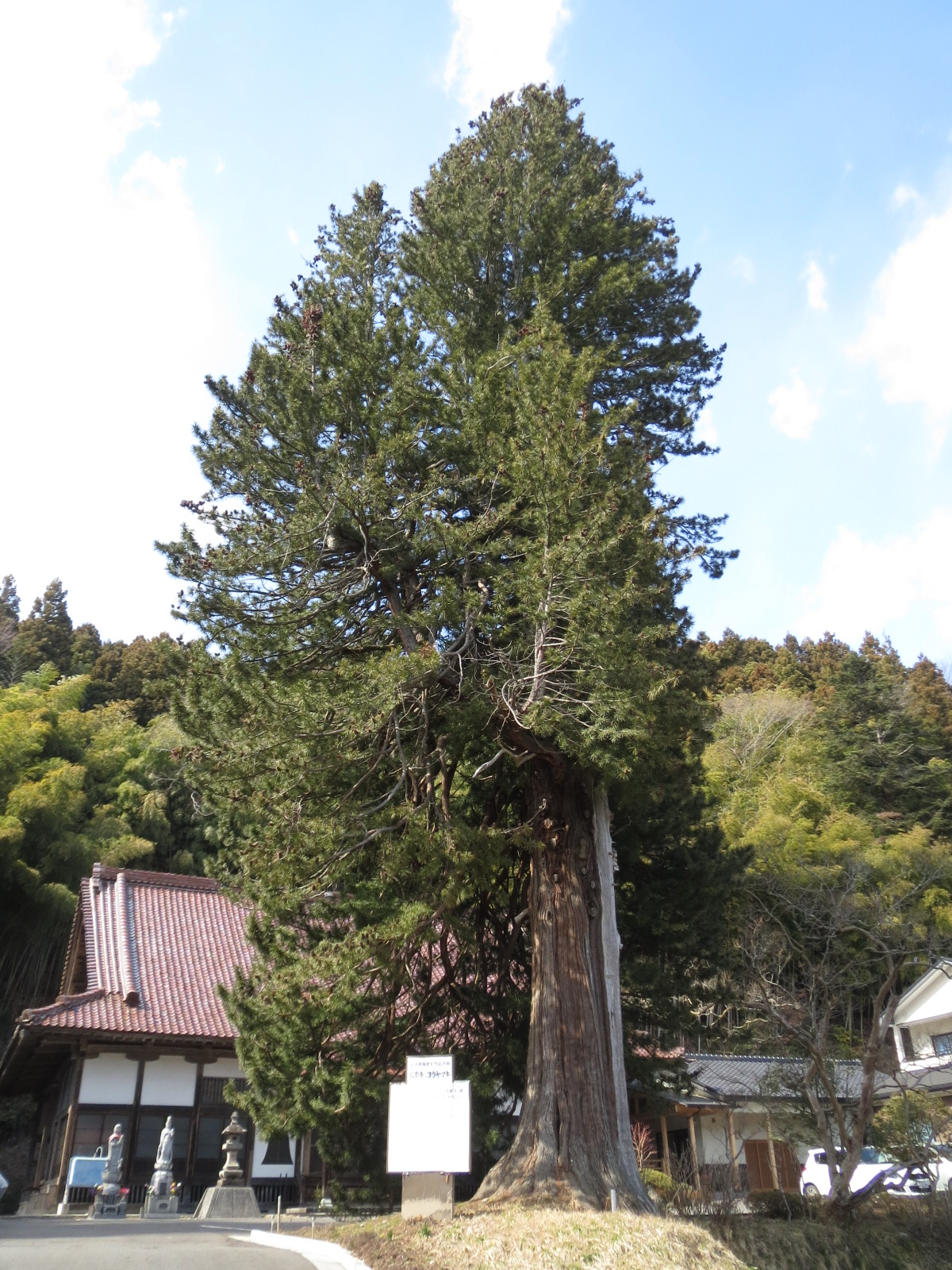
Habitus

Die Schirmtanne kommt nur auf den japanischen Inseln südliches Honshū, Kyūshū und Shikoku vor. Sie gedeiht in den Feuchtwäldern der subtropischen Nebelwälder mittlerer Höhenlagen von 500 bis 1000 Metern mit hohen Niederschlägen und hoher Luftfeuchte.
Die Familie der Sciadopityaceae hatte früher eine weite Verbreitung mit vielen Arten und gilt als Tertiärrelikt. Fossilien sind weit verbreitet und seit der oberen Trias (Rhät) belegt. Diese Familie hatte ihre Hauptentwicklung in der unteren Kreide. Fossilien wurden auch in Europa gefunden, dort waren einige Arten im Tertiär häufig. Aus den Ergebnissen einer Untersuchung des Jahres 2009 von Baltischen Bernstein unter Anwendung der Infrarotspektroskopie und anderer Methoden ergaben sich profunde Hinweise auf die Möglichkeit, dass eine ausgestorbene, der Schirmtanne nahe verwandte Art aus dieser Familie als Hauptproduzent für das Harz dieses eozänen Bernsteins in Betracht kommt.

## Systematik
Die Erstveröffentlichung erfolgte 1784 unter dem Namen (Basionym)  Taxus verticillata erfolgte bereits durch Carl Peter Thunberg in Johan Andreas Murray: Systema Vegetabilium. 14. Auflage, S. 895. Die Gattung Sciadopitys wurde 1842 durch Philipp Franz von Siebold und Joseph Gerhard Zuccarini im Werk Flora Japonica, Band 2, Seite 1 mit der Typusart Sciadopitys verticillata aufgestellt. Der botanische Gattungsname Sciadopitys ist aus den griechischen Wörtern skiás, skiádos σκιάς für „Schirm“ und pítys  πίτυς für „Fichte“ oder „Kiefer“ abgeleitet. Weitere Synonyme für Sciadopitys verticillata (Thunb.) Siebold & Zucc. sind: Podocarpus verticillatus (Thunb.) Wall. ex Steud., Pinus verticillata (Thunb.) Siebold.
Die Familie der Sciadopityaceae wurde 1877 von Christian Luerssen in Grundzüge der Botanik, Leipzig aufgestellt. Ein Synonym für die Familie Sciadopityaceae ist Taxodiaceae subfam. Sciadopityoideae Silba, sie war also als Teil der Familie der Taxodiaceae gewertet. Steven J. Brunsfeld et al. zeigten 1994 in Phylogenetic relationships among the genera of Taxodiaceae and Cupressaceae: evidence from rbcL sequences. In: Systematic Botany, Volume 19, Issue 2, dass es eine eigenständige Familie ist.

## Nutzung
Die Schirmtanne wird weltweit als Zierpflanze für Parks und Gärten verwendet. Sie wird auch als Forstbaum zur Holzgewinnung angepflanzt. Da diese Art langsam wächst, ist man in Japan dazu übergegangen, sie in Forsten durch schneller wachsende Arten, beispielsweise Cryptomeria japonica, zu ersetzen.
Das würzig-duftende, weiche, elastische Holz ist sehr widerstandsfähig im Wasser und wird deshalb im Bootsbau verwendet. Es wird ein Öl gewonnen, das als Firnis und Farbstoff verwendet wird. Die Borke wird zum Abdichten verwendet.

## Trivialnamen
Der japanische Name ist Kōya-Maki (高野槙 bzw. 高野槇, wörtlich: Kōya-Steineibe). Die Schirmtanne ist einer der „Fünf Bäume von Kiso“, die 1708 im Lehen Owari unter Naturschutz gestellt wurden.